# Raouan Kenjékhanouly
Raouan Kenjékhanouly (kazakh : Рауан Кенжеханұлы, [ɾɑwˈɑn kenʑeχɑnʊˈlə] ; en anglais : Rauan Kenzhekhanuly), né le 1er mai 1979, est un entrepreneur kazakh et militant d'ONG, nommé premier Wikimédien de l'année en août 2011 par le cofondateur de Wikipédia Jimmy Wales à Wikimania .

## Carrière
Raouan Kenjékhanouly naît le 1er mai 1979 dans la région du Kazakhstan-Oriental. En 2001, il obtient une licence en commerce international à l'université Abaï (en) d'Almaty.
Durant ses années universitaires, il est coordonnateur du programme de la Fondation nationale du centre de débat public et rédacteur en chef du programme de télévision jeunesse Azamat, sur la chaîne de télévision nationale Khabar. Il rejoint ensuite cette dernière en tant que chroniqueur économique, puis dirige le bureau moscovite de l'agence.
De janvier 2005 à mai 2006, il travaille comme attaché de presse et chef du département de la coopération culturelle et humanitaire de l'ambassade du Kazakhstan en fédération de Russie.
En 2010, il se rend aux États-Unis pour faire une bourse d'un an à l'université Harvard, où, cet automne-là, il s'intéresse pour la première fois à l'édition de Wikipédia lorsqu'il suit le cours « médias, politique et pouvoir à l'ère du numérique ». La même année, il est l'un des boursiers du Weatherhead Center for International Affairs pour 2010-2011. Il fonde ensuite l'organisation à but non lucratif WikiBilim, qui vise à étendre la disponibilité d'informations gratuites en kazakh sur Internet. En 2014, il est nommé gouverneur adjoint de la région de Kyzylorda.
Il est également directeur-fondateur du Conseil eurasien des affaires étrangères, qui est officiellement créé le 12 novembre 2014 avec une subvention du gouvernement kazakh .

## Activités publiques
En 2016, il fonde l'association à but non lucratif Bilim Foundation avec pour mission de mettre en place le programme national de prévention du suicide chez les adolescents et de développement des compétences de vie.
En 2017, il est nommé chef de commission pour un projet national de traduction de cent manuels d'enseignement supérieur en langue kazakhe.